# Sigerico, o Sério
Sigerico (falecido em 28 de outubro de 994) foi o Arcebispo da Cantuária de 990 a 994.
Não está claro se o epíteto "O Sério" originou-se de sua aprendizagem, ou se derivou da transliteração de seu nome para o latim como Serio.

## Biografia
Sigerico foi educado na Abadia de Glastonbury, onde recebeu ordens sagradas. Ele foi eleito Abade de Santo Agostinho em cerca de 975 a 990, e consagrado pelo arcebispo Dunstano como Bispo de Ramsbury em 985 ou 986. Ele foi transferido para a Sé de Cantuária em 990. Ele pode ter sido um discípulo de Dunstano.
Sigerico fez a peregrinação a Roma seguindo a Via Francigena para receber seu pálio por volta de 990, e os registros contemporâneos dessa viagem ainda existem.
Foi Sigerico quem aconselhou o Etelredo (o despreparado) a pagar um tributo ao invasor rei dinamarquês Sueno I da Dinamarca em 991. Etelredo presenteou Sueno com 10 000 libras de prata, em resposta ao que Sueno cessou temporariamente seu avanço destrutivo para a Inglaterra, embora mais tarde voltou para mais tributos. As demandas cada vez maiores de Sueno nos anos seguintes resultaram em um imposto debilitante conhecido posteriormente como Danigeldo, pago pelos habitantes dos territórios de Etelredo.
Em 994, Sigerico pagou tributo aos dinamarqueses para evitar que a Catedral de Cantuária fosse queimada. No mesmo ano, um diploma que concede direitos à Diocese da Cornualha e ao Bispo Ealdredo da Cornualha afirma que foi escrito por Sigerico, mas é improvável que o documento tenha sido realmente escrito pelo Arcebispo.
Enquanto Sigerico era abade, Elfrico dedicou a ele um livro de homilias traduzidas. Ele também aconselhou o rei Etelredo a fundar a Abadia de Cholsey em Berkshire em homenagem ao rei Eduardo, o Mártir, e também a homenagear Eduardo na Abadia de Shaftesbury.
Sigerico morreu em 28 de outubro de 994. Ele foi enterrado na Catedral de Cantuária. Seu testamento deixou tapeçarias para Glastonbury, bem como uma valiosa coleção de livros para sua igreja em Sonning.